# Homidiana egina
Homidiana egina är en fjärilsart som beskrevs av Blanchard 1849. Homidiana egina ingår i släktet Homidiana och familjen Sematuridae. Inga underarter finns listade i Catalogue of Life.